# Coppa Italia Primavera 1989-1990
La Coppa Italia Primavera 1989-1990 è stata la diciottesima edizione del torneo riservato alle squadre giovanili iscritte al Campionato Primavera. Il detentore del trofeo era il Torino.
La vittoria finale è andata al Torino per la sesta volta nella sua storia (la terza consecutiva).